# Anatoli Oufimtsev
Pour les articles homonymes, voir Oufimtsev.
Anatoli Gavrilovitch Oufimtsev est un joueur d'échecs et un théoricien des échecs soviétique d'origine kazakh, né le 11 mai 1914 à Omsk et mort le 2 juillet 2000 à Kostanaï. Il donne son nom en Russie à une ouverture du jeu d'échecs : la défense Pirc-Oufimtsev qu'il développa en 1954 :
1. e4 d6 2. d4 Cf6 3. Cc3 g6.
Il remporte dix fois le championnat du Kazakhstan d'échecs et reçoit le titre de maître des sport de l'URSS en 1946. La même année, il remporte la demi-finale du championnat d'URSS à Tbilissi devant Aronine, Kasparian, Makogonov, Mikenas, Lissitsine, Sokolski, Douz-Khotimirski et le jeune Tigran Petrossian. Lors de la finale du championnat d'échecs d'URSS en 1947, il finit à la 13e-15e place et réussit à battre Vassily Smyslov et Salo Flohr.